# トビー・スミス (ミュージシャン)
トビー・スミス（Toby Grafftey-Smith、1970年10月29日 - 2017年4月11日）は、イギリスのミュージシャン。ジャミロクワイでの活動が有名で、 1992年から2002年までキーボード演奏を担当し、バンドリーダーのジェイ・ケイと共に作詞作曲も担当していた。

## 生涯

### デビュー前
ロンドン市内の良い立地にある家庭出身で、その後は郊外に引っ越してアイルズベリーの小学校に通った。幼少期からピアノを習いクラッシック音楽を演奏しており、音楽の名門であり学費もそれなりにかかるマールボロ・カレッジでピアノを専攻して音楽を学んだ。このためジャミロクワイのコンサートでは間の繋ぎに遊びでチャイコフスキーを演奏することもあった。マールボロ時代にはクラッシックだけでなくいろいろなジャンルの音楽に興味を持ち始め、エレクトロ系にも惹かれてギターを始めたりもした。
未来の妻となるガブリエラもマールボロの生徒で、この頃より交際を始めた。マールボロのクラスメイトや教師は、在学中から既にトビーの才能を感じていたと語っている。
14歳か15歳頃からタスキャム社の4トラックレコーダーで作曲を始め、17歳の時姉に連れられて行ったクラブでハウス(1980年代後半はロンドンでハウスが流行り始めていた)にハマり、やりたい事はクラッシックピアノではなくエレクトロ系であり、また、作曲の自信もあったためマールボロは中退した。自宅でダンスミュージック(ボーカルなし)を作曲してデモテープを作る日々をおくった。

### 1992年(ロンドンレコード時代)
曲がロンドンレコード社に気に入られ、発売される事になった。芸名を「Clepto-Maniacs」とし、「Positive Feedback」と言う12分45秒の曲を1992年に12インチ盤のレコードで発売する。12000枚は売れたがこの枚数では商業的には成功とは言えなかった。
あまり売れなかったので、次は何をしようかと考えながら友達と過ごす日々を送っていた。1992年のある日友達の家にいると、その友達はジェイ・ケイとも友達だったためケイがやってきて偶然出会った。この時ケイは既にアシッドジャズと契約しており、ファーストシングル「When You Gonna Learn」を発売するため編曲中だった。デモテープを聞かせてもらうと、ケイがやろうとしているファンキーな方向性はスミスがやりたい方向と一致しており、声や歌唱力にも感動し「この歌手(ケイ)と音楽をやりたい」と思ったが、この日は単に友達の友達として普通に話すだけで終わった。
この頃ケイは一緒に作詞作曲するキーボード奏者を探していた。最初の出会いから1ヶ月後にケイのマネージャーであるチュンジュ・ウィリアムズ(ブラン・ニュー・ヘヴィーズのフェミ・ウィリアムズの弟)がスミスの友達に電話してキーボード奏者を探している旨を話すと、スミスがキーボード奏者である事が知れ、ウィリアムズによってケイと会う予定がセッティングされた。

### 1992年〜2002年(ジャミロクワイ時代)
「When you gonna learn?」は主のメロディーラインだけは出来上がっていたが、他の楽器や編曲はまだはっきりと固定されてない状態だった。スミスはケイのアパートを訪ね、二人で編曲を始めるとほんの5分でできてしまった。ケイは非常にスミスの音楽を気に入り、スミスはジャミロクワイのメンバーになった。「When you gonna learn?」は環境問題と人種迫害に関する強いメッセージを含む歌詞であり、スミスも勿論そのような問題に関心はあったがケイほど強いものではなかった。しかし前述の通り音楽の方向性が合致したためケイと一緒にやっていこうと決めた曲でもある。
1992年7月1日、ロンドンのジャズ・カフェで行われたライブに参加。これは映像として残っているジャミロクワイ最古のものであり、スミスとケイが揃ってライブを行った最初のステージであるとも言われている。
ケイと一緒にステージに立つようになると歌唱力だけではなく観客を惹きつけるパフォーマンスに非常に感動したとコメントしている。ガブリエラ夫人によると、スミスはステージ上で帽子＆サングラスなどで目立たないようにたたずむタイプだったそう。キーボードの数や種類のせいもあったかも知れないが、観客に背を向けて演奏するコンサートもあり、ミュージックビデオでもあまり映らず、前に出たがるタイプではなかったたと思われる。このため、前に出るタイプのケイと相性が良かったと思われる。
1993年にソニー・ミュージックがケイをアシッドジャズから引き抜いた時、スミスはケイについて行く事にした。
スミスは主にコード作曲と楽譜を書く作業を担当していた。ケイは感性でひらめいたメロディーに歌詞をつけて歌って携帯電話などの録音機器に録音して作曲していたため、スミスはそのメロディーに合う伴奏を考えて楽譜にしていた。初期の頃、ケイは打楽器や弦楽器などの伴奏作曲も全部一人で行なっていると言われていたが、実際はそのような作業を行なっていたのは主にスミスである。ジャミロクワイの最初の10年の伴奏和音は全てスミスが関わっており、楽曲を譜面に落としたのは全てスミスである。日常的にケイ側もスミス側も思いつたメロディーやコードをそれぞれ溜めておき、アルバムをリリースする前にそれぞれが作ったものを持ち寄って編曲しあって曲として完成させていた。煮詰めて作った事はほとんどなく「ヴァーチャル・インサニティ」などヒットした曲のほとんどは20分以内に完成できていたほど二人の感性はパッと混ざり合ったと語っている。ただしファンが聴きに来るのはケイの歌なので、自分が閃いたメロディーがケイの声に合わないとか、ケイが歌いたくないメロディーだった場合は曲に入れないとスミスは語っている。
2001年にジャミロクワイのアルバム「ファンク・オデッセイ」を制作した際には自宅音楽スタジオで作曲活動をし(後述「人物」参照)、その後リーダーのジェイ・ケイの音楽スタジオで共同作業をした。
2002年4月29日、ジャミロクワイを卒業。もういろいろな音楽を出し尽くしたことと、家族との時間を大切にするため。10年間の在籍となった。

### 2003年以降
ジャミロクワイ脱退後は自宅音楽スタジオ(後述「不動産」参照)にてプロデューサーとして活動し、数組の若手ミュージシャンを育てた。特に「The Hoosiers」の成功が知られている。このバンドにはデビュー前から作曲や音楽業界のノウハウを教えて育て、2007年に出したファーストアルバム「The Trick to Life」はイギリスのアルバムチャートで1位になり、65万枚売り上げた(ダブルプラチナ)。
2011年にがんが発見され、その後も音楽活動は続けていたが、2017年に46歳で亡くなった。
2017年のジャミロクワイのコンサートツアーではスミスへの追悼として楽曲「Mr Moon」がセットリストに入れられた。ジャミロクワイに1998年まで在籍したベーシストのスチュワート・ゼンダーは、スミスは最高の作曲家であったと追悼した。癌の事は誰にも言わずに治療していたようで、プロデュースを受けていたThe Hoosiersリーダーは涙を堪えながらスミスへの感謝を述べた。

## 人物
車
クラッシックスポーツカーが趣味で、高価なスポーツカーを多数所有していた。スミスが亡くなった後の2018年にハリー王子とメーガン夫人の結婚式で使われた1968年製のジャガーのオープンカーはスミスが所有していたものが王室に購入されて実現した。ガブリエラ夫人は裕福な家庭出身でハリー王子とも繋がりがあり、結婚式でイギリス国産車を使いたかったハリー王子の手にこの車が渡ったと報道された。価値は35万ポンドと報道されている。
不動産
不動産取引に興味を持っており1993年より多くの物件を売買していた。
- 1993年にロンドンのフラム地区に7万8千ポンドでフラット(マンション)を購入[2]。
- その後もフラムにフラット数件と絵本店などを購入したり売却したりしていた。
- 1998年のある日、子供時代を過ごしたアイルズベリーをガブリエラ夫人とドライブ中に良い邸宅を見つけたためその場で訪ねて売ってくれないかと頼んだ。偶然にもこの時所有者は売却を考えていたため購入し、邸宅とそれに付随する広大な敷地を所有し、プール、テニスコート、畑、車庫などを保有していた[3] 。ジャミロクワイのリーダーであり、プライベートでは友達でもあったジェイ・ケイの自宅に近い事も購入の理由の１つだったそう。2000年頃には敷地内に音楽スタジオも作った。この邸宅は亡くなった後2022年に売却された[14]。

## 映像出演
ジャミロクワイのメンバーとして以下のミュージックビデオに出演
- When You Gonna Learn?
- Too Young To Die
- ブロウ・ユア・マインド
- Emergency On Planet Earth
- スペース・カウボーイ
- ライト・イヤーズ
- スティルネス・イン・タイム
- ヴァーチャル・インサニティ
- コスミック・ガール
- オールライト
- ハイ・タイムズ
- スーパーソニック
- キング・フォー・ア・デイ